# 副鬣狗

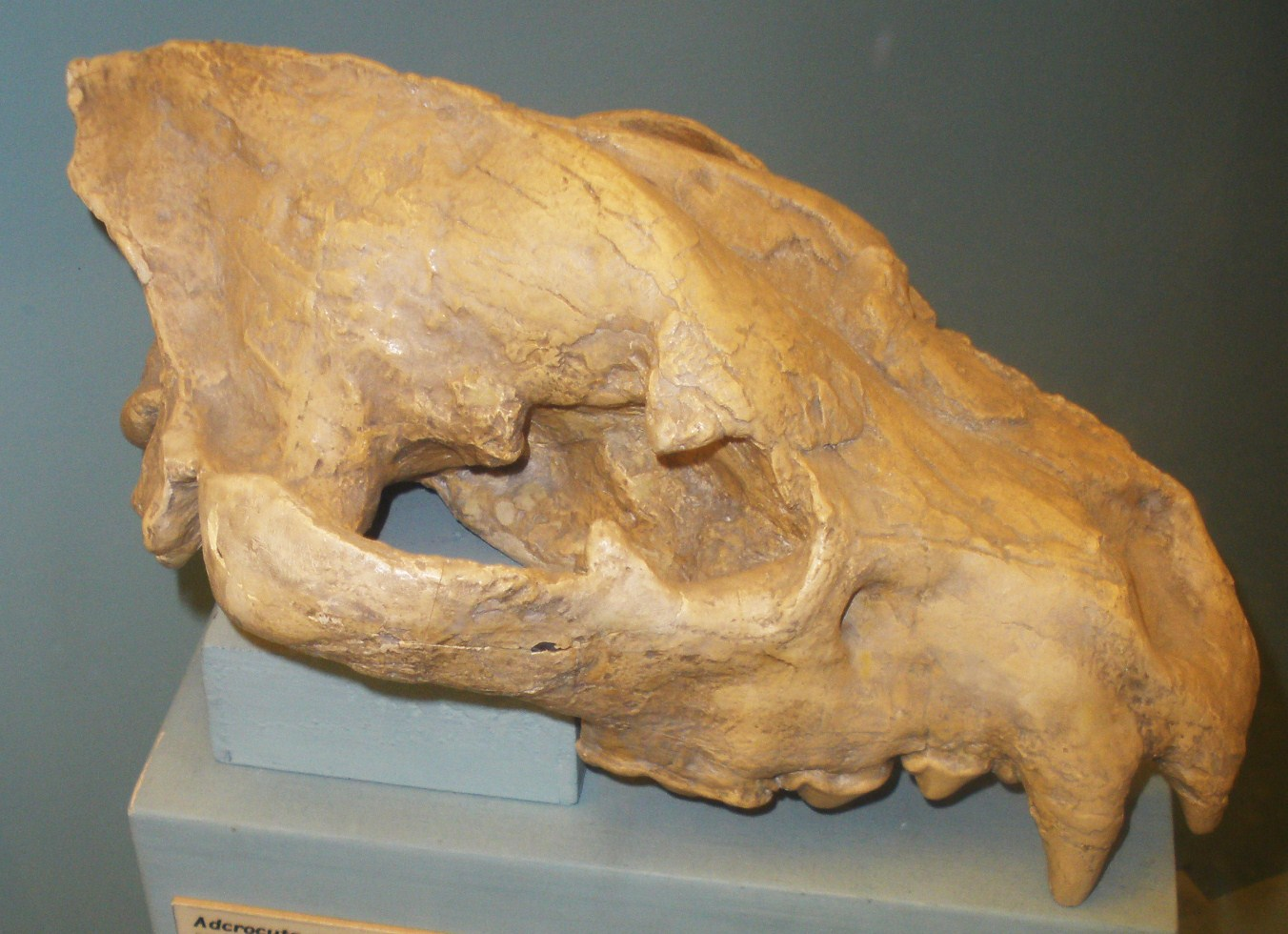
副鬣狗（A. eximia）顱骨

副鬣狗（學名：Adcrocuta）為一屬已絕種的食肉目鬣狗，生存於中新世的歐亞大陸與非洲。